# Allodia lundstroemi
Allodia lundstroemi es una especie de mosquito del género Allodia, de la familia Mycetophilidae, orden Diptera. Fue descrita por Edwards en 1921.
Se distribuye por Noruega, Reino Unido, Finlandia, Estonia, Canadá y Eslovaquia. Fue publicada en Diptera Nematocera from Arran and Lock Etive. Scottish Naturalist 1921: 59-61.